# Життя — це сон

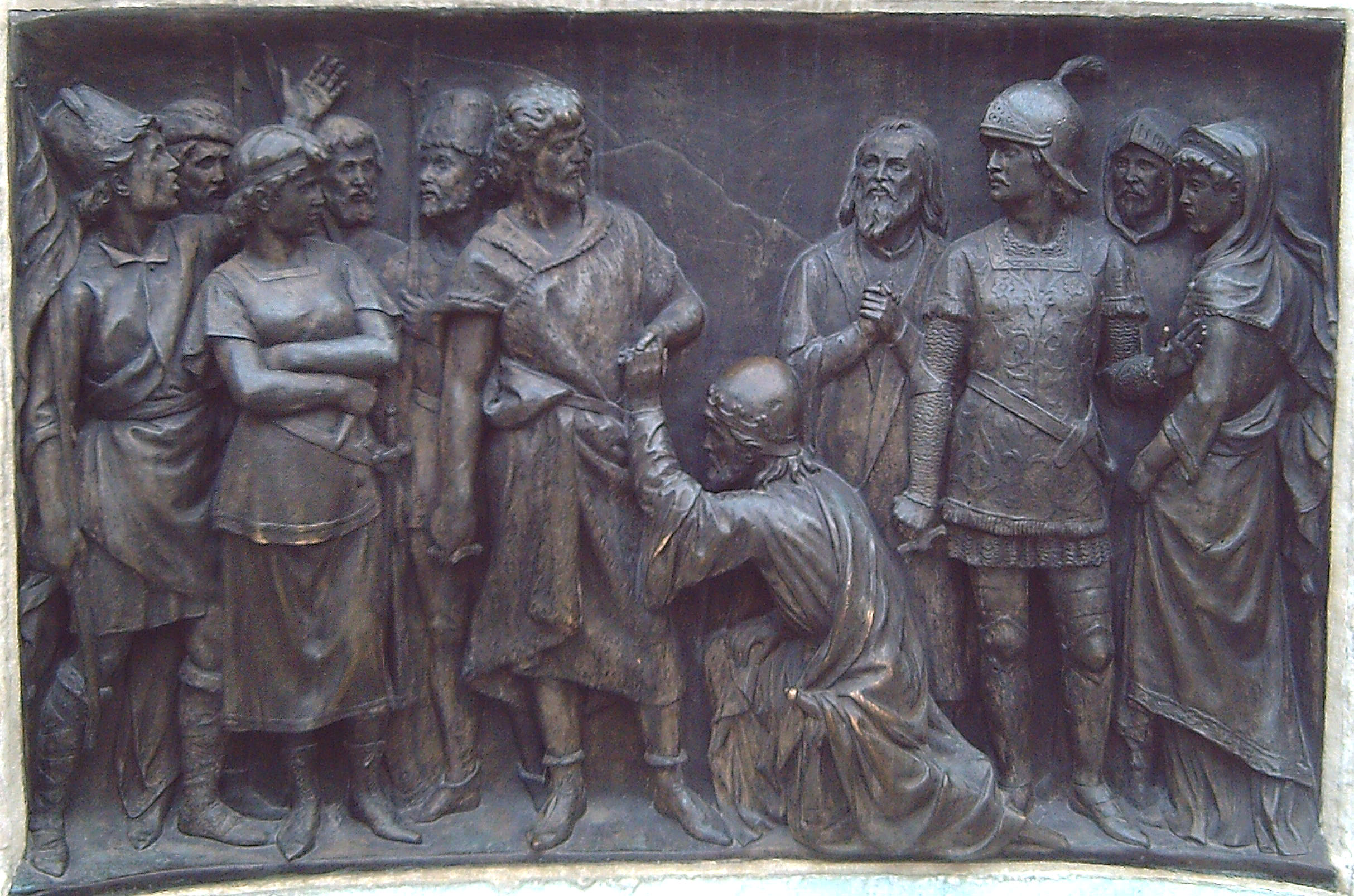
«Життя — це сон». Барельєф з пам'ятника Кальдерону (Ж. Фігерас, Мадрид, 1878 р.)

«Життя — це сон» (ісп. La vida es sueño) — п'єса іспанського драматурга Педро Кальдерона де ла Барки, написана в 1632–1635 рр. На сцені була вперше поставлена в Мадриді в 1635 році.

## Переклади українською
- У середині XX ст. Микола Лукаш переклав українською монолог Сехисмундо з першої хорнади п'єси.
- На честь 400-ліття з дня народження іспанського драматурга (2000) Михайло Литвинець здійснив повний переклад твору.

## Дійові особи
- Басиліо, король Полонії
- Сехисмундо, принц, син Басиліо.
- Астольфо, герцог Московії
- Клотальдо, старий, вчитель принца[джерело?].
- Кларін, блазень, прислужник
- Естрелья, інфанта
- Росáура, знатна дама, дочка Клотальдо
- Солдати, почет, музиканти, співаки, слуги, придворні дами.

## Сюжет і композиція
Події п'єси розвиваються доволі швидко і напружено, в атмосфері певної загадковості; політичні, державницькі конфлікти поєднуються з колізіями, що виникають на ґрунті стосунків та родинних непорозумінь. П'єса ділиться на 3 частини — дії, або, як називали їх у тодішньому іспанському театрі, хорнади, що буквально означає «цей етап» (цикл).

### Хорнада 1
Зав'язка дії. В гірській місцевості, неподалік від палацу короля Басиліо, переодягнута в чоловіче вбрання знатна дама Росаура та Кларін випадково натрапляють на вежу, що є в'язницею для закутого в ланцюги Сехисмундо. Охорона в'язня, яку очолює старий дворянин Клотальдо, бере під варту незваних гостей і відводить їх до короля. Водночас до двору Басиліо прибувають його племінники — інфанта Естрелья і принц Московії Астольфо, які мають намір одружитися і разом успадкувати корону Басиліо, нібито бездітного.
Король розкриває їм свою таємницю. У нього є син Сехисмундо, який, згідно з пророцтвом, має стати страшним тираном, згубити власну державу і свого батька короля. Тому відразу після його народження (мати померла під час пологів) король наказав збудувати у віддаленій від людей місцевості вежу і тримати там сина. Тепер Басиліо хоче ще раз переконатись у справедливості пророцтва; якщо воно підтвердиться, то корону успадкують Естрелья й Астольфо.

### Хорнада 2
Подальше розгортання дії. За наказом короля його синові дають снодійного, після чого перевдягають у вбрання принца і переносять у королівський палац. Сехисмундо після пробудження — вже в ролі принца спадкоємця — поводиться жахливо: в грубій формі висловлює зневагу до короля та його оточення, скидає з балкона в море слугу, який насмілився зробити йому зауваження, намагається вбити Клотальдо. Переконавшись таким чином у справедливості пророцтва, король наказує знову приспати Сехисмундо і повернути до в'язниці, а після того, як він знову прокинеться, запевнити його, що все пережите ним відбувалося не насправді, а уві сні. Тим часом Клотальдо дізнається, що Росаура — його донька, яка прибула до Полонії з тим, аби помститись за зраджене кохання принцу Астольфо.

### Хорнада 3
Розв'язка сюжету. Усе подальше своє життя Сехисмундо приречений конати у в'язниці. Проте, дізнавшись, що в короля Басиліо є законний син, але королівську корону має успадкувати принц чужоземної Московії, народ повстає. Це повстання очолює Сехисмундо. У боротьбі проти свого батька Сехисмундо перемагає і прощає не тільки батька, а й своїх безпосередніх тюремників і московського принца.
Сехисмундо підпорядковує свої розбурхані пристрасті вимогам розуму та державної необхідності і з тирана перетворюється на мудрого правителя. Закоханий у Росауру, Сехисмундо відмовляється від свого щастя, щоб захистити її честь. Астольфо, дізнавшись нарешті про шляхетне походження Росаури, одружується з нею. Пов'язують свої долі Сехисмундо й Естрелья.

## Створення твору
Найправдоподібніше твір створено у 1627—1629 роках. Захована у бібліотеці Ліверпульського університету, загадкова суельта («suelta» — в Іспанії сімнадцятого сторіччя так називався друк окремої драми. Згідно з видавничим звичаєм того часу, драми друкувалися у збірках по 12 п'єс, не завжди одного і того ж автора), датувалася 1632—1634 роками та була видана в Севільї (авторство приписувалося Лопі де Везі, також згадувалось, що п'єсу поставив на сцені автор комедій Крітобаль де Аведаньйо). Перед друком п'єсу вже щонайменше протягом п'яти років ставили на сцені. За першодрук драми вважається виданий 1636 року в Мадриді збірка «Перша частина», яка містила 12 творів. Того ж року в Сарагосі вийшла нова версія п'єси «Життя — це сон» в томі, в якому друкувалися визначні п'єси різних авторів. З порівняння двох текстів випливає, що сарагоська версія — оригінальна версія драми. Кальдерон ґрунтовно переробив свій твір перед друком, щоб адаптувати його для читача, радше ніж для глядача. При тому письменник користувався севільською суельтою та сарагоським виданням, оскільки не мав власної копії п'єси, яку багато років тому продав театральній трупі Аведаньйо.
«Життя — це сон» — глибоко укорінена в традиції. Орієнтальні мотиви, запозичені з середньовічної літератури, поєднуються у творі з літературним спадком Греції та Риму і вписуються у барокове бачення світу. У творі з'являються чисельні філософські та теологічні мотиви: неоплатонівське бачення кохання, міф про печеру, християнський неостоїцизм, зв'язок між свободою волі й предестинації, схоластичної антропології.
Мотив ув'язнення Сехисмундо з метою вбереження його перед здійсненням пророцтва походить з середньовічної легенди про Барлаама і Йозафата. Приспання королевича і його перенесення до палацу походить з оповідки про Абу Хасана зі збірки «Тисяча й одна ніч», яка принесла до Європи мотив одноденного короля, популярного в різних краях і епохах. Кальдерон сягнув по цей мотив, але відмовився від реалізації його комедійного потенціалу на користь алегорії есхатологічного значення. Драма також сильно пов'язана з єзуїтським шкільним театром, який зображує людину, наділеною свободою волі та розумом, яка сама творить свою долю на землі.